# Yên Hòa, Đà Bắc
Yên Hòa là một xã thuộc huyện Đà Bắc, tỉnh Hòa Bình, Việt Nam.
Xã Yên Hòa có diện tích 33.07 km², dân số năm 1999 là 1480 người, mật độ dân số đạt 45 người/km².